# Japananus nepalicus
Japananus nepalicus är en insektsart som beskrevs av Chandrasekhara A. Viraktamath och Anantha Murthy 1999. Japananus nepalicus ingår i släktet Japananus och familjen dvärgstritar. Inga underarter finns listade i Catalogue of Life.